# Ustyluh
Ustyluh (ukrainisch Устилуг; russisch Ustilug, polnisch Uściług) ist eine Stadt in der nordwestlichen Ukraine. Der am Fluss Bug gelegene Ort befindet sich an der Westgrenze der Oblast Wolyn zu Polen.

## Geographie
Die Stadt liegt am Rande der nordwestlichen Ausläufer des Wolhynischen Berglandes, auf der rechten Seite des Flusses Bug.
Die Entfernungen zu größeren Städten sind: 8 km nach Wolodymyr, 15 km nach Nowowolynsk, 60 km nach Kowel. Der Bug ist hier die westliche Grenze der Ukraine zu Polen (Zosin).
Seit 1979 hat der Ort auch einen Bahnhof an der Bahnstrecke Wolodymyr–Sławków, im Ort beginnt die ukrainische Fernstraße N 22.

## Geschichte
Die Stadt wurde 1150 zum ersten Mal schriftlich erwähnt, erhielt 1653 das Magdeburger Stadtrecht zugesprochen und gehörte bis zur 3. polnischen Teilung zur Adelsrepublik Polen (in der Woiwodschaft Wolhynien, wurde in dieser Zeit auch Rosypol genannt), kam dann zum Russischen Reich, wo es im Gouvernement Wolhynien lag und Ustilug genannt wurde. 1918/1921 fiel es an Polen und kam zur Woiwodschaft Wolhynien in den Powiat Włodzimierz, Gmina Uściług. Infolge des Hitler-Stalin-Pakts besetzte die Sowjetunion das Gebiet, nach dem deutschen Überfall auf die Sowjetunion 1941 war der Ort bis 1944 unter deutscher Herrschaft, wurde dann nach dem Zweiten Weltkrieg wieder von der Sowjetunion annektiert und gehört seit 1991 zur heutigen Ukraine.

## Verwaltungsgliederung
Am 14. August 2015 wurde die Stadt zum Zentrum der neugegründeten Stadtgemeinde Ustyluh (Устилузька міська громада Ustyluska miska hromada). Zu dieser zählten auch die 25 in der untenstehenden Tabelle aufgelistetenen Dörfer, bis dahin bildete die Stadt zusammen mit den Dörfern Parchomenkowe, Saluschschja und Trostjanka die gleichnamige Stadtratsgemeinde Ustyluh (Устилузька міська рада/Ustyluska miska rada) im Westen des Rajons Wolodymyr-Wolynskyj.
Folgende Orte sind neben dem Hauptort Ustyluh Teil der Gemeinde:
| Name                     | Name         | Name                         | Name        | Name |
| ukrainisch transkribiert | ukrainisch   | russisch                     | polnisch    |      |
| ------------------------ | ------------ | ---------------------------- | ----------- | ---- |
| Ambukiw                  | Амбуків      | Амбуков (Ambukow)            | Ambuków     |      |
| Chotjatschiw             | Хотячів      | Хотячов (Chotjatschow)       | Chotiaczów  |      |
| Chrypalytschi            | Хрипаличі    | Хрипаличи (Chripalitschi)    | Chrypalicze |      |
| Darnyzke                 | Дарницьке    | Дарницкое (Darnizkoje)       | Fundum      |      |
| Isow                     | Ізов         | Изов                         | Izów        |      |
| Kladniw                  | Кладнів      | Кладнов (Kladnow)            | Kładniów    |      |
| Korytnyzja               | Коритниця    | Корытница (Korytniza)        | Korytnica   |      |
| Ludyn                    | Лудин        | Лудин (Ludin)                | Łudzin      |      |
| Mykytytschi              | Микитичі     | Никитичи (Nikititschi)       | Nikitycze   |      |
| Nowyny                   | Новини       | Новины (Nowiny)              | Nowiny      |      |
| Parchomenkowe            | Пархоменкове | Пархоменково (Parchomenkowo) | Wydranka    |      |
| Pjatydni                 | П'ятидні     | Пятидни (Pjatidni)           | Piatydnie   |      |
| Polumjane                | Полум'яне    | Полумяное (Polumjanoje)      | Połomiane   |      |
| Rohoschany               | Рогожани     | Рогожаны (Rogoschany)        | Rohożany    |      |
| Rokytnyzja               | Рокитниця    | Ракитница (Rakitniza)        | Rokitnica   |      |
| Russiw                   | Русів        | Русов (Russow)               | Rusów       |      |
| Sabolottja               | Заболоття    | Заболотье (Sabolotje)        | Zabłocie    |      |
| Saluschschja             | Залужжя      | Залужье (Saluschje)          | Załuże      |      |
| Selisky                  | Селіски      | Селиски (Seliski)            | Sieliski    |      |
| Sorja                    | Зоря         | Заря (Sarja)                 | Puzów       |      |
| Stenscharytschi          | Стенжаричі   | Стенжаричи (Stenscharitschi) | Stężarzyce  |      |
| Trostjanka               | Тростянка    | Тростянка                    | Trościanka  |      |
| Tschornykiw              | Чорників     | Черников (Tschernikow)       | Czerników   |      |
| Turiwka                  | Турівка      | Туровка (Turowka)            | Turówka     |      |
| Wortschyn                | Ворчин       | Ворчин (Wortschin)           | Worczyn     |      |

## Sehenswürdigkeiten
Der Komponist Igor Fjodorowitsch Strawinski hatte ein Anwesen in Ustyluh und verweilte hier oft zwischen 1890 und 1914. Heute befindet sich dort ein Museum.